# 1947年國家安全法案

法案首页

法案签名页

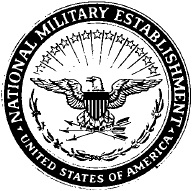
国家军事机构徽章

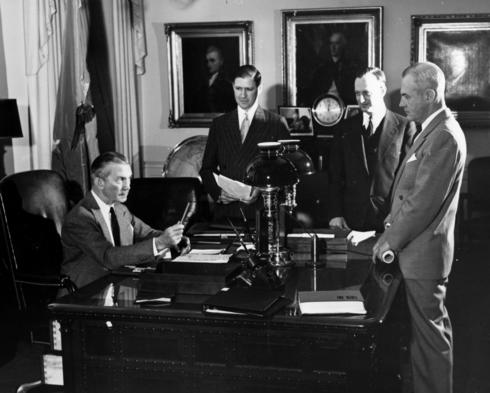
首位国防部长福里斯特尔在办公室

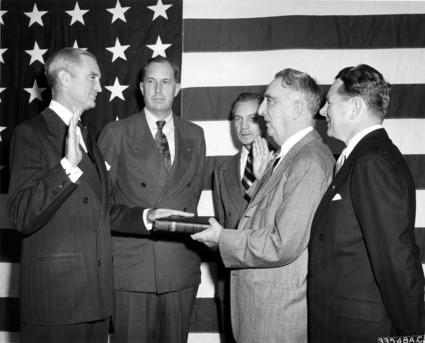
赛明顿宣誓就任首位空军部长

1947年国家安全法（英語：National Security Act of 1947）是第二次世界大战结束后美国政府在军事和情报体系作出的重大战略调整。该法案由第80届国会制定，1947年3月3日，时任參議院軍事委員會主席的南达科他州共和党参议员约翰·格尼在参议院首先提出，1947年7月26日表决通过，当天，时任美国总统杜鲁门在空军一号上簽署了法案，法案的大部分内容于参议院正式通过詹姆斯·福里斯特尔担任国防部长次日即1947年9月18日开始付诸实行。
1947年国家安全法案奠定了战后美国军事和情报体系的基础，1949年修正案进行了修订，之后对军事体系的最大的调整是1986年戈德华特－尼科尔斯国防部重组法案，1986国防部重组法主要关注联合作战体系，对联合作战相关的指挥链、参联会职能定位、跨軍種職位的军官任用等方面做出了重大调整，大大加强了美军的联合作战能力。1947年国家安全法案后对情报领域调整最大则是2004年情报改革和防范恐怖主义法案，设立了国家情报总监职位，取代了原来由中央情报局长兼任的中央情报总监，作为情报界的总协调人和美国国家安全会议情报顾问。1947年国家安全法案与杜鲁门主义、马歇尔计划一起成为杜鲁门政府的主要战略。

## 主要内容
1. 组建了美国空军，法案将陆军航空軍及其他陆军航空部队从陆军中独立出来，成立了美国空军，将原来陆军航空司令的职权全部转移到空军参谋长，并建立了空军部，作为主管空军的军种部門。
2. 建立了统一的国防部门。法案授权成立了国家军事机构，设立了国防部长一职，作为国家军事机构的首长。将剥离了空军后的陸軍指揮單位——战争部更名为陆军部，只负责陆军事务，同海军部和新成立的空军部一起纳入国家军事机构管辖，作为其军种本部，国家军事机构成为统管陆海空三个军种部的统一的军事机构，但三大军种的部長依然保持准内阁成员地位。1949年修正案将国家军事机构更名为现在的名称国防部，并取消三位军种部长的内阁成员地位。
3. 正式建立了参谋长联席会议。虽然参联会在1942年2月9日就召开了首次会议，但一直没有法定地位，为时任总统罗斯福依据战时总统特权建立起来的跨军种协调参谋机构，当时的成员有莱西上将、陆军参谋长马歇尔上将、海军作战部长金上将和陆军航空队司令阿诺德上将，1942年7月20日，莱西有了正式职务——总司令参谋长（Chief of Staff to the Commander in Chief）。1947年国家安全法案正式授权建立了参谋长联席会议，明确了职能，规定了法定成员为三位军种主官，法案中并没有规定参联会主席，而是依然延续了莱西的职务称谓，规定若设有总司令参谋长的话也是法定成员，还授权建立了由不超过100名军官组成的联合参谋部，作为参联会的下属机构。1949年修正案授权建立了参谋长联席会议主席，但该职务仅为主持人，而无投票权，陆军上将布拉德利成为首位参联会主席，于1949年8月19日正式上任，修正案同时将联合参谋部的组成军官人数限制改为200名。1974年，海军陆战队司令成为正式成员，目前主席的职能定位以及副主席的设定是在1986年戈德华特－尼科尔斯国防部重组法案中规定的，2012年，国民警卫局长（英语：Chief of the National Guard Bureau）定为上将职位，成为参联会法定成员。
4. 建立了美国国家安全会议，作为总统在国家安全领域的跨部门协调参谋机构，法定成员有总统、国务卿、国防部长、三位军种部长和国家安全资源委员会主席。1949年修正案将副总统设为地位仅次于总统的法定成员，并去掉了三位军种部长的法定成员资格，参联会成为法定顾问。
5. 建立了中央情报局。二战期间，美国历史上首个独立的情报机构战略情报局，战后，杜鲁门总统签署行政命令撤销了该机构，其主要单位分散到了国务部和战争部。1947年国家安全法案授权建立了中央情报局，作为国家安全委员会的下属机构，中央情报局长同时为中央情报总监，是国家安全委员会的情报顾问，也是整个情报界的总协调人。1949年中央情报局法案授权中央情报局可以采用秘密财政和人员组织。2004年情报改革和防范恐怖主义法案设立了国家情报总监一职，取代了中央情报局长作为情报界的总协调人和国家安全委员会的情报顾问。